# Igor Jerman
Igor Jerman (1975) je dvakratni svetovni prvak (2002 in 2009) v vzdržljivostnem motociklizmu, ki je po zaključku svoje športne kariere 16. oktobra leta 2018, na predlog Avto-moto zveze Slovenije, panožne zveze za moto šport in karting, prejel častno listino Olimpijskega komiteja Slovenije. 
Z motociklizmom se je ukvarjal več kot 25 let. Igor je svetovno znan obraz, ki je velikokrat referenca v tujih motociklističnih medijih, njegovo ime pogosto slišimo na Eurosportu in njegovo življenjsko delo, kariera, ki jo je zaključil po 25 letih leta 2014 je navdihujoča. Igor je svoj prvi vidnejši uspeh požel, ko je pri desetih letih, 29. septembra leta 1985 zmagal na Grobniku, v takratni Jugoslaviji. Ta pokal mu ogromno pomeni in ima častno mesto v dnevni sobi. Kasneje je nadaljeval s tekmovanjem pod okriljem AMD Domžale, kjer je bila zelo uspešna ekipa s sponzorstvom HB. Tekmoval je tudi za domače društvo MD Depala vas. Po začetkih v domžalskem društvu je tekmovalno kariero nadaljeval pod okriljem domačega društva MD Depala vas, ki je bilo osnovano na družinski tradiciji. Leta 1996 - 1999 je vozil pri italijanskem društvu Team Bertocchi Kawasaki, v svetovnem prvenstvu Superbike. Sočasno je nastopil tudi na posamičnih tekmovanjih svetovnega vzdržljivostnega prvenstva, kjer je pri ekipi Kawasaki France leta 1998 na prvi dirki dosegel zgodovinsko zmago na znameniti 24 urni dirki 24 ur LeMana. Leta 2000 je odpeljal 2 dirki svetovnega prvenstva Supersport z Ducatijem, leta 2001 pa je vozil za angleški team SUZUKI PhaseOne. Leta 2002 -2003 je vozil s kitajskim moto teamom Zongshen in z njegovo fantastično vožnjo so leta 2002 postali svetovni prvaki. Kasneje se mu je pokazala izjemna priložnost, da se pridruži tovarniški ekipi Kawasaki, žal pa se je dan pred testom hudo poškodoval (zlom hrbtenice), čemur je sledilo daljše okrevanje. Avstrijski ekipi YART se je pridružil leta 2004. Z omenjeno ekipo je nanizal ogromno vidnih uspehov, najvidnejši uspeh pa definitivno leta 2009, ko so postali svetovni prvaki.
Po izobrazbi je strojni tehnik, specialist za varjenje, mehansko popravilo platišč in popravila motorjev, zaposlen v domačem podjetju Jerman moto center. Je velik ljubitelj starodobnikov (motorjev in avtomobilov), v prostem času igra harmoniko. Igor še dandanes potuje po svetovnih dirkah z avstrijsko ekipo Yart, kjer deluje kot svetovalec in strokovnjak mehanik ter podaja znanje in izkušnje na mlade dirkače. Igor Jerman pa je tudi izredno aktiven v domačem kraju, pred nekaj leti je bil eden izmed glavnih pobudnikov za gradnjo otroškega igrišča v Depali vasi. V sklopu Moto društva Depala vas skupaj z bratom redno podajata bogato znanje vrtčevskim in šolskim skupinam, ki hodijo na ogled motorjev in motoristične opreme. Organizirata vožnje z motorji za vse nadobudne otroke in šolarje.